# Breguet Bre 482
Le Breguet Bre 482 est un prototype de bombardier français développé au début de la Seconde Guerre mondiale.

## Histoire
Le développement du Bre 482 fut lancé en 1938 pour remplacer les Farman N.223. La construction de l'appareil débuta en 1939, il était alors doté de quatre moteurs Hispano-Suiza 12Y51. En 1940, les deux prototypes étaient quasiment terminés mais l'armistice du 22 juin 1940 mit un coup d'arrêt au développement du programme. Le premier appareil fut alors transporté en Algérie où il fut stocké pendant deux ans et demi avant d'être détruit par un raid de bombardement allemand. Le second appareil fut lui caché à Biarritz jusqu'à la Libération en 1944.
À la fin de la guerre, il fut envisagé des modifications pour remettre l'appareil à niveau, notamment en l'armant d'une tourelle dorsale équipée d'un affût quadruple, ou en l'équipant de moteurs Hispano-Suiza 24Z et d'hélices contra-rotatives. Mais de nombreuses difficultés mirent fin à l'espoir d'une construction en série. Tout d'abord les moteurs 12Z censés équiper l'appareil étaient encore à l'état de prototype tandis que les 24Z étaient encore en développement, avant que le projet soit annulé, et les moyens industriels manquaient pour la construction des cellules. De plus, l'appareil ne correspondait plus aux besoins de l'armée, qui le trouvait trop gros pour un bombardier moyen et trop petit pour un bombardier lourd.
L'unique prototype fut alors destiné à servir de banc d'essai volant pour les moteurs 12Z. Il effectua ainsi son premier vol le 27 novembre 1947, mais son activité resta faible puisqu'il effectua son vingtième et dernier vol le 13 septembre 1950. Il fut alors envisagé de s'en servir comme banc d'essai pour les statoréacteurs Leduc ou comme lanceur d'appareils radioguidés, comme la bombe planante Breguet 910, avec des ailes en treillis métallique et béton, mais ces idées furent abandonnées et l'appareil envoyé à la casse.

## Description
Le Bre 482 était un quadrimoteur à hélices entièrement métallique. Ses ailes dotés de trois longerons et des volets de courbure étaient placées en position médiane. Le fuselage avait une forme d'aile et une section ovoïde. Il possédait un train d'atterrissage classique, un nez entièrement vitré et un empennage bi-dérive.
Au niveau de l'armement, il possédait une soute pouvant emporter 2 500 kg de bombes, et pour sa protection, un affût dorsal armé d'un canon de 20 mm et une tourelle de queue armée de quatre mitrailleuses de 7,5 mm.

### Ordre de désignation
Breguet 470 - Breguet Bre 482 - Breguet Br.500 Colmar - Breguet Bre 521